# Pseudotylosurus
El género Pseudotylosurus son peces agujones de la familia belónidos, la cual está ampliamente representada en ríos lagos de agua dulce de América del Sur. Con el característico cuerpo alargado y pico afilado de la familia.

## Especies
Existen dos especies válidas en este género:
- Pseudotylosurus angusticeps (Günther, 1866) - Pez aguja, Pez lápiz
- Pseudotylosurus microps (Günther, 1866) - Pez aguja, Aguja de río